# Caracladus tsurusakii
Caracladus tsurusakii är en spindelart som beskrevs av Saito 1988. Caracladus tsurusakii ingår i släktet Caracladus och familjen täckvävarspindlar. Inga underarter finns listade.